# Oko opatrzności

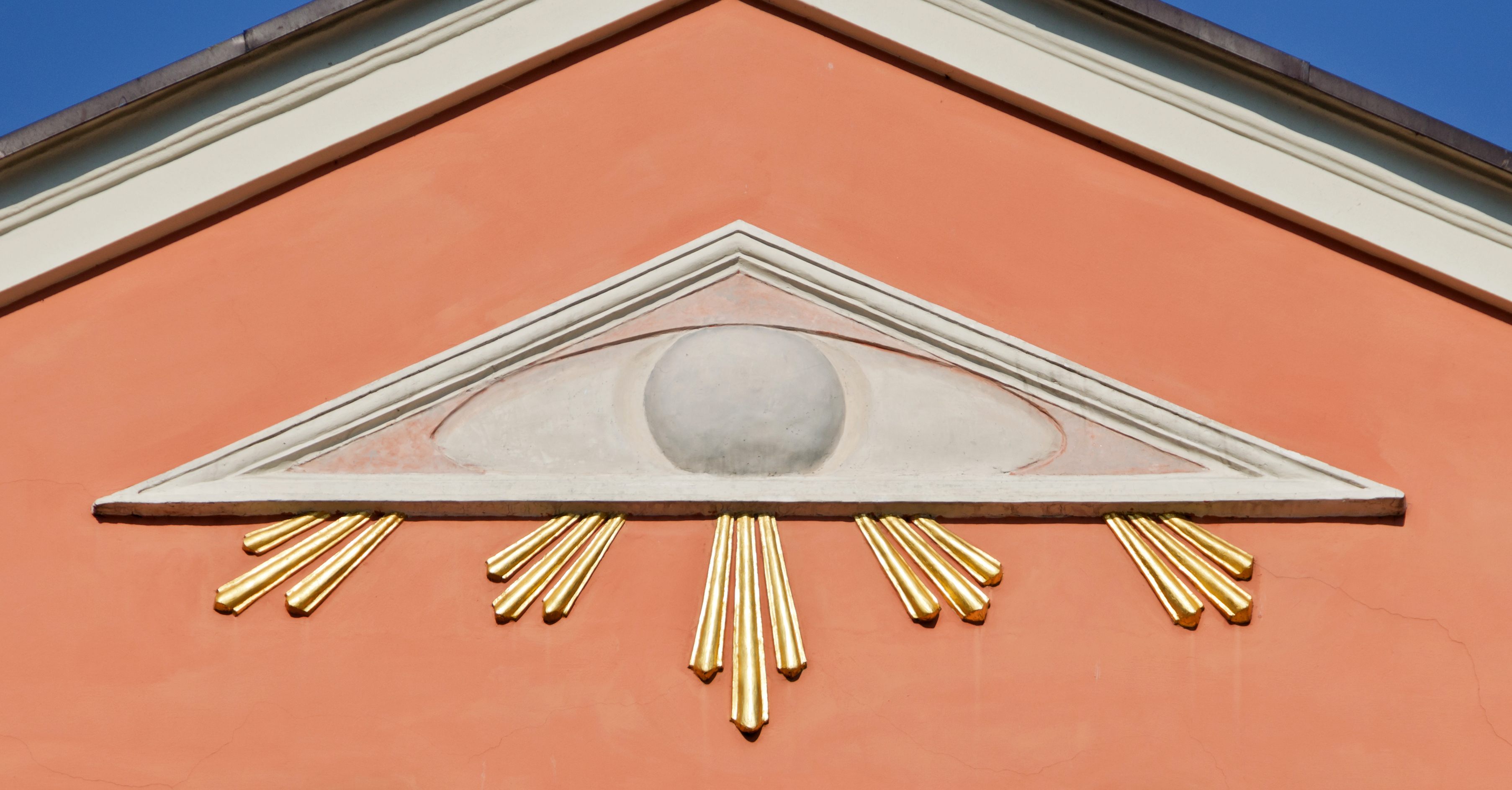
Oko opatrzności na fasadzie Domu Michała Klahra w Lądku-Zdroju

Oko opatrzności (również wszystkowidzące oko) – symbol oka otoczonego przez promienie światła lub glorii, zwykle zamknięte w trójkącie. Jest czasem interpretowane jako symbol oka Boga pilnującego ludzi (zob. opatrzność).
Oko opatrzności jest często odczytywane jako artystyczne wyobrażenie Boga przedstawione w postaci piktogramu składającego się z otwartego oka wpisanego w trójkąt równoramienny, z którego boków widoczne są promienie.

## Pochodzenie
Symbol w obecnej formie pojawił się po raz pierwszy na Zachodzie w XVII i XVIII wieku, ale symbole wszystkowidzącego oka mają swoje źródło w mitologii egipskiej i symbolu oka Horusa. XVII-wieczne obrazy oka opatrzności czasami pokazują je w otoczeniu obłoków. W późniejszym okresie symbol oka w zamkniętym trójkącie zaczął być postrzegany jako symbol Trójcy Świętej w religii chrześcijańskiej.

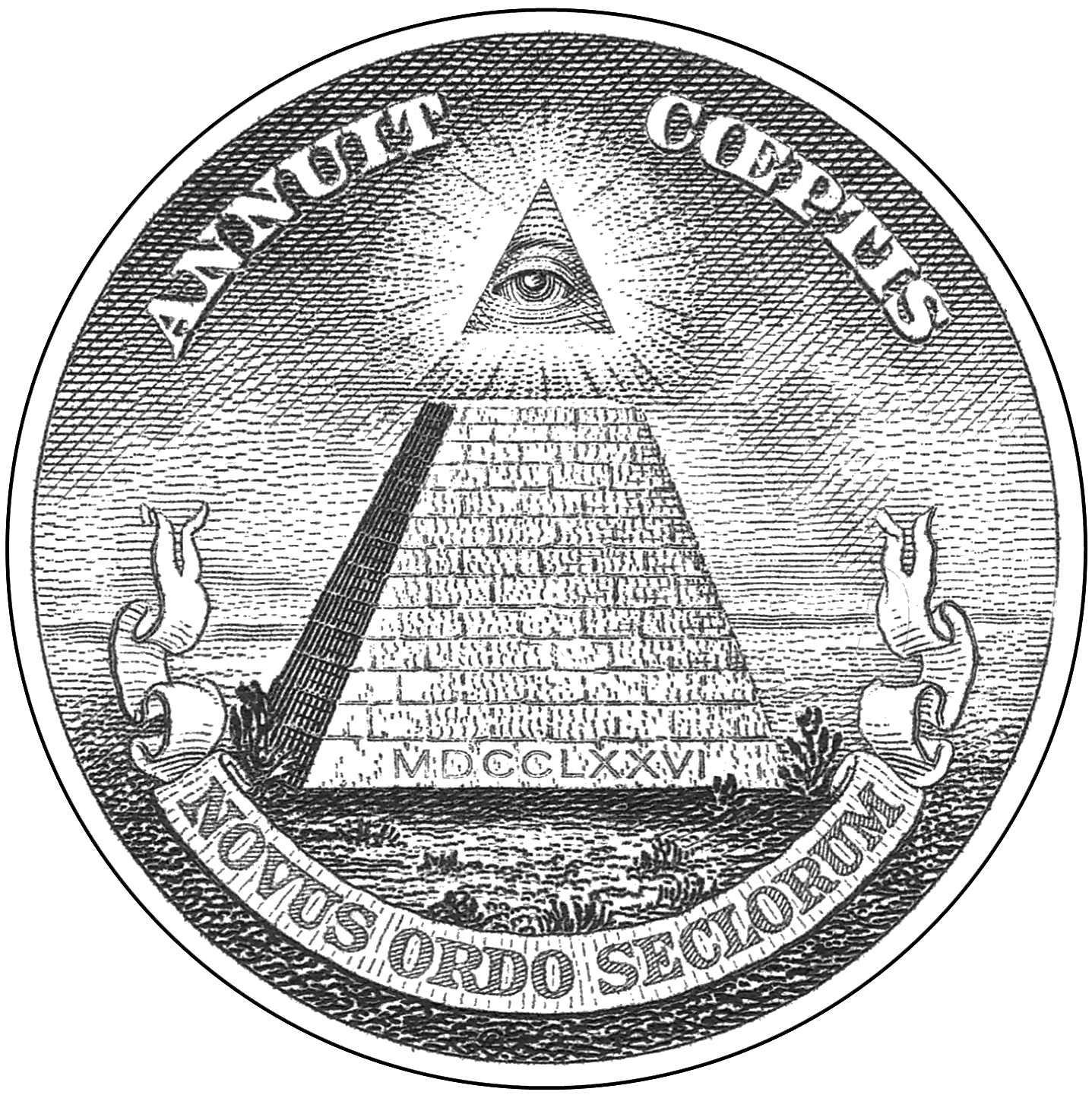
Oko opatrzności w piramidionie na odwrocie banknotu 1 dolara amerykańskiego
Oko Ra, głównego boga starożytnych Egipcjan, nazywane również okiem Horusa
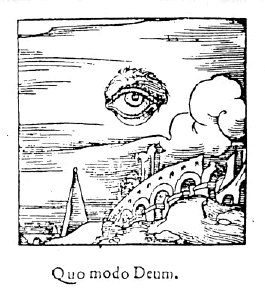
Rycina alchemiczna, przedstawiająca wszystkowidzące oko Boga unoszące się w powietrzu
Chrześcijańska wersja oka opatrzności, wyraźnie zaznaczająca trójkąt reprezentujący Trójcę Świętą
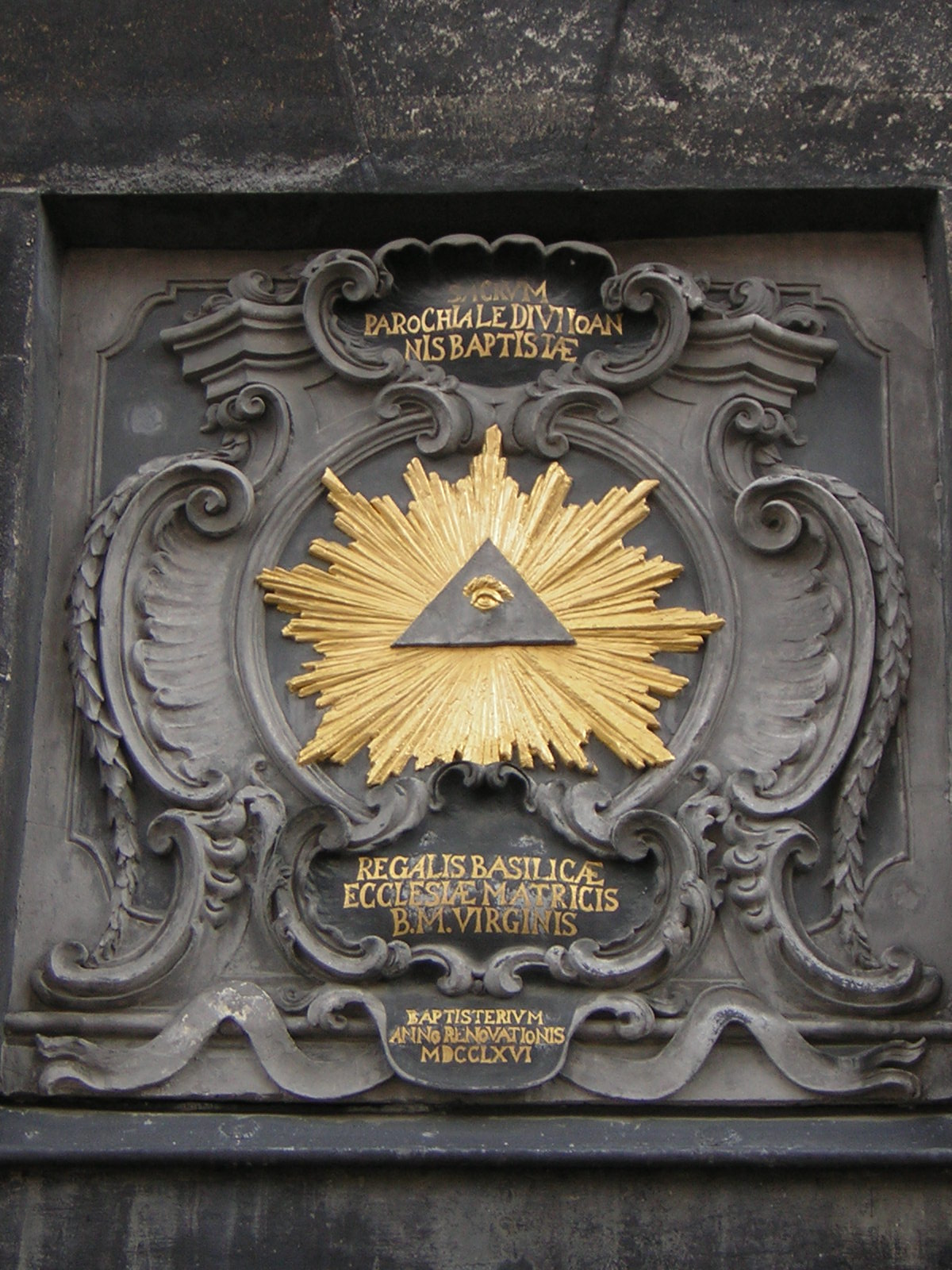
Oko opatrzności na wieży katedry w Akwizgranie
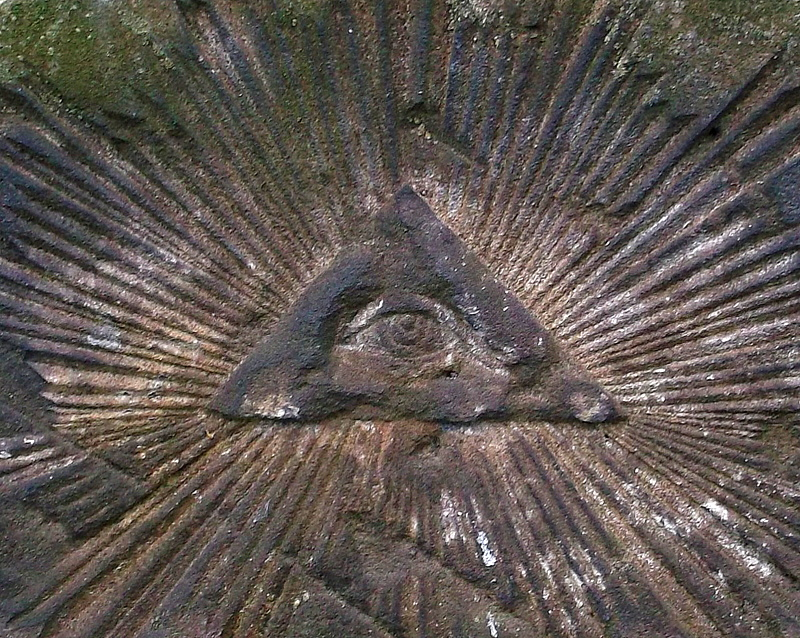
Oko opatrzności na macewie kamiennogórskiego cmentarza żydowskiego
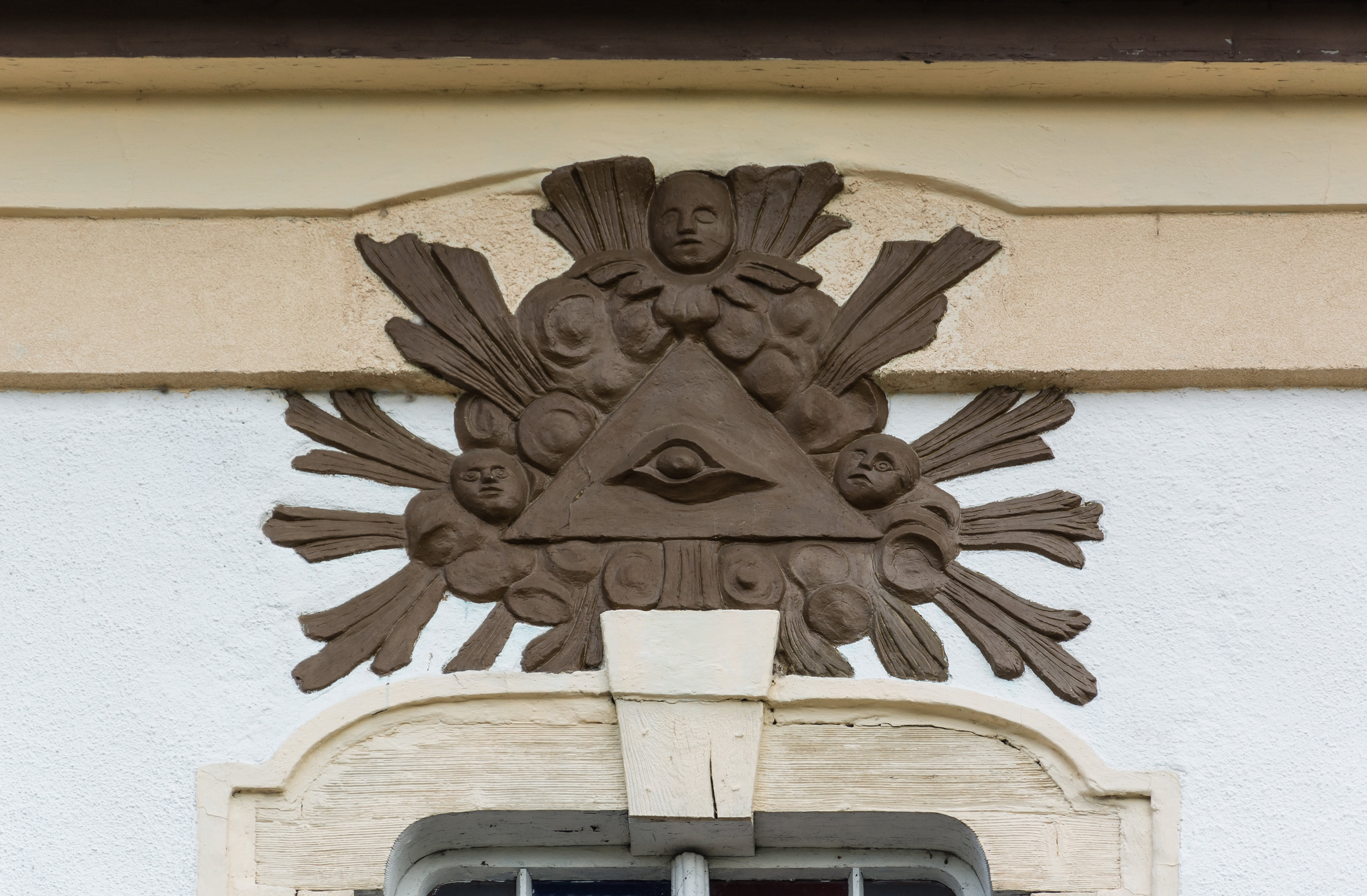
Oko opatrzności na kościele w Radomierzu
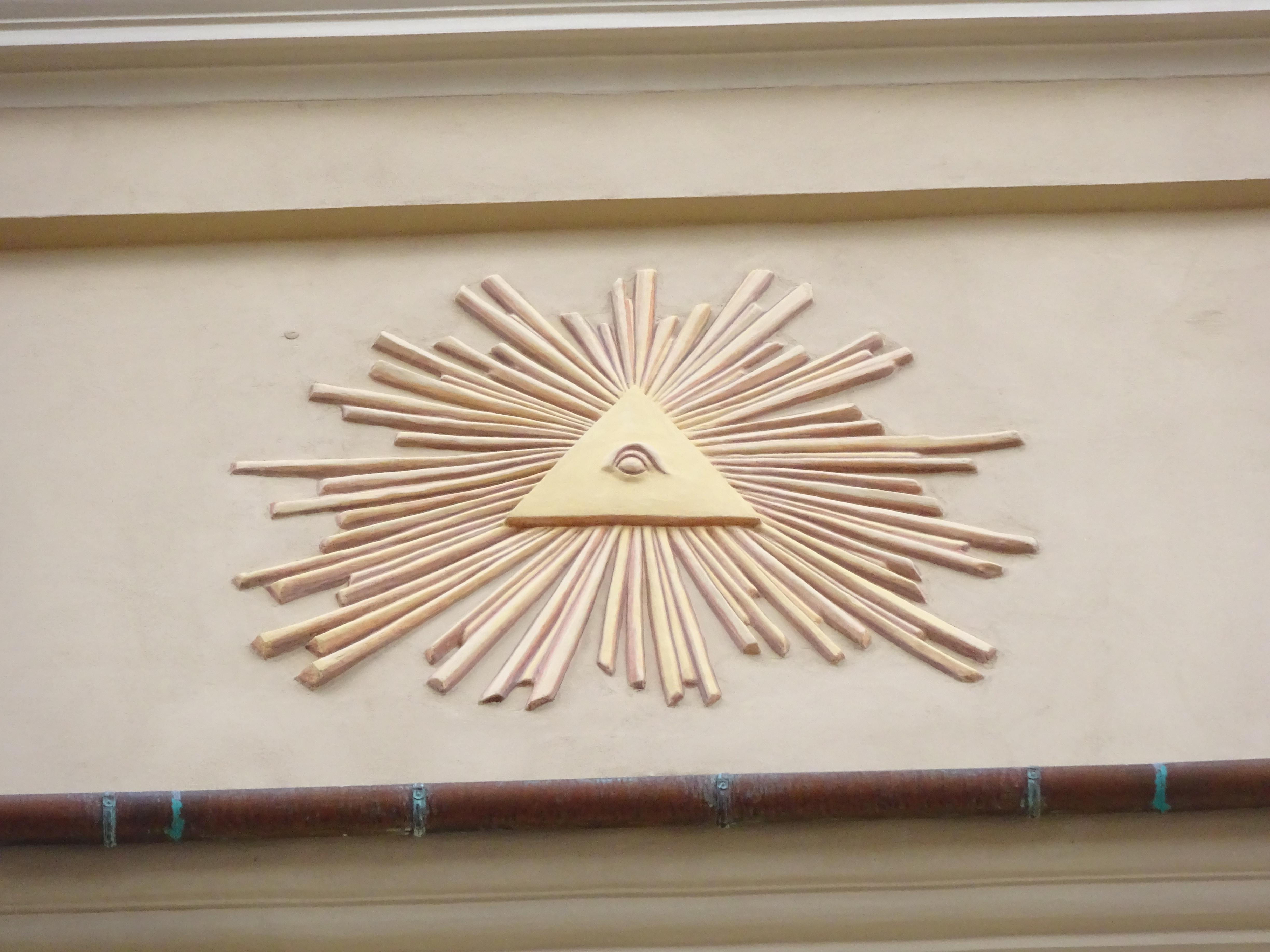
Oko opatrzności wieńczące attykę  na fasadzie kamienicy Hipolitów w Krakowie

## Polska

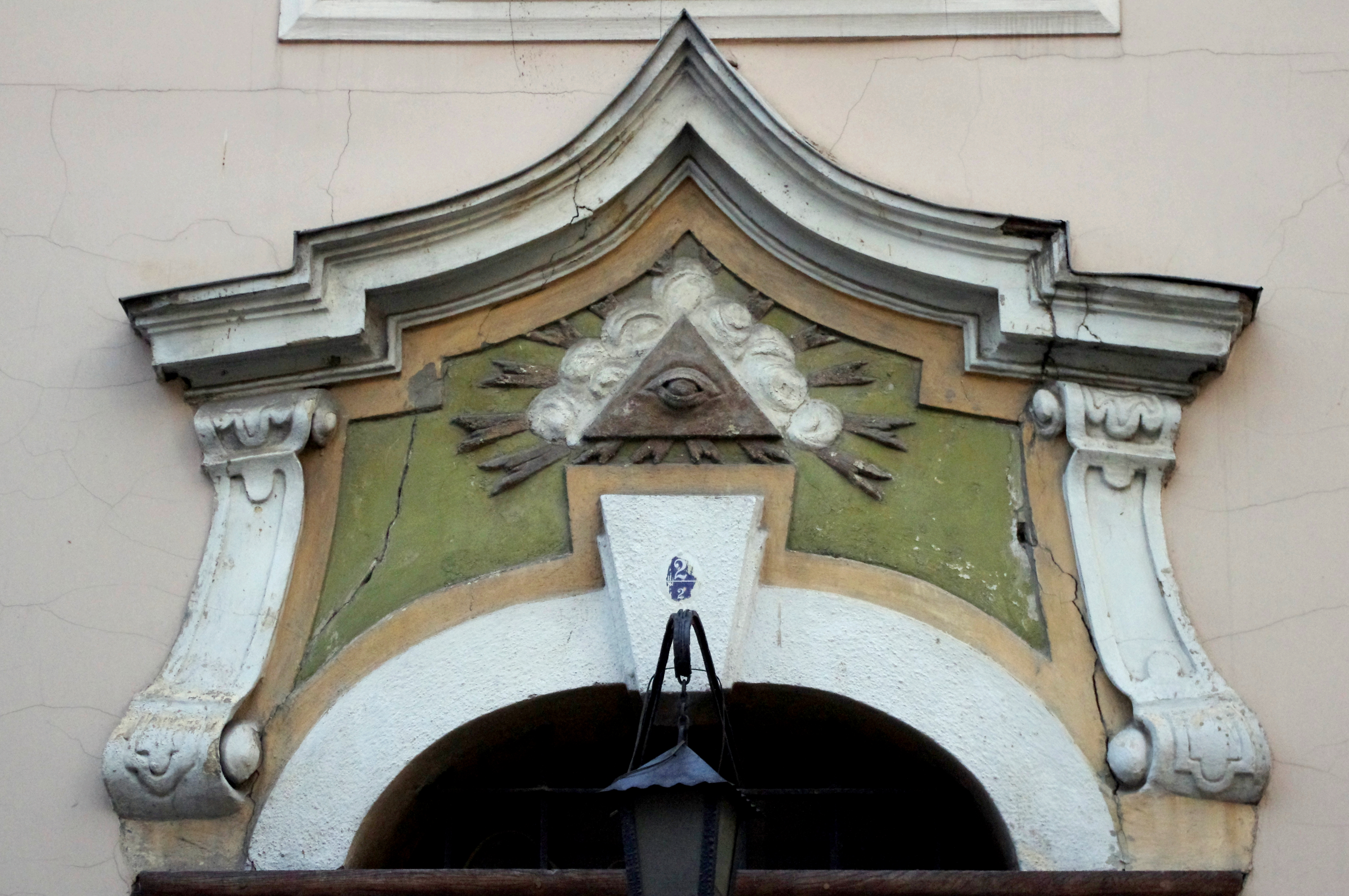
Oko opatrzności na pszczyńskiej kamienicy

W Polsce oko opatrzności głęboko wrosło w świadomość odbiorców jako symbol boskości.
W Pszczynie przy ul. Ratuszowej znajduje się kamienica Pod Okiem Opatrzności, która swoje miano zyskała od tego symbolu umieszczonego na jej fasadzie. Motyw ten znajduje się również na fasadach polskokatolickiej świątyni św. Kazimierza i kościoła św. Jana Jerozolimskiego w Poznaniu, na ołtarzu wielkim w parafialnym kościele św. Wojciecha w Jeleśni, na ołtarzu w Kościele Podwyższenia Krzyża Świętego w Górznie, nad ołtarzem w kościele parafialnym pw. św. Jana Nepomucena w Sipiorach, w kościele parafialnym pw. Ducha Św. w Zambrowie, a także w kościele Opatrzności Bożej w Bielsku-Białej i kościele Marcina Lutra w tym samym mieście oraz w kościele ewangelicko-reformowanym w Zelowie, jak również w kościele w parafii św. Floriana w Brwinowie.
Oko opatrzności widnieje na herbie i fladze Radzymina. Historia herbu sięga początków XVIII wieku, gdy miasto zostało zagrożone przez zarazę morową. Po jej wygaśnięciu mieszkańcy uwierzyli, że w tych trudnych dniach opatrzność boża czuwała nad miastem, co wyraziło się dość łagodnymi skutkami epidemii. Oficjalnie herb Radzymina został zatwierdzony 3 października 1936.

## Wolnomularstwo

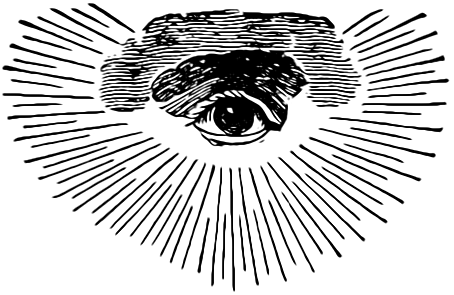
Delta Świetlista. Wolnomularska wczesna wersja oka opatrzności z obłokami oraz półokrągłą glorią

Oko opatrzności pojawia się również jako część ikonografii wolnomularskiej pod nazwą Delta Świetlista. Reprezentuje wszystkowidzące oko Boga, a także jest przypomnieniem, że działania masonów są zawsze obserwowane przez Boga (który w wolnomularstwie jest przedstawiany jako Wielki Architekt Wszechświata).

## Kaodaizm
Kaodaizm używa oka opatrzności jako symbolu Boga.

## Obecnie i w ostatnim okresie

Herb gminy Chełm Śląski

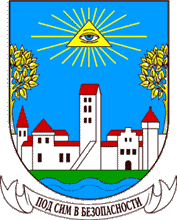
Oko opatrzności w herbie rosyjskiego miasta Nieman w obwodzie królewieckim

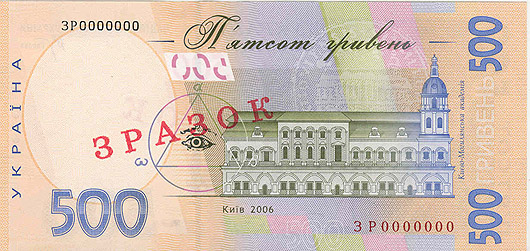
Ukraiński banknot 500 hrywien

- Deklaracja praw człowieka i obywatela, której oficjalna wersja zapożyczyła ikonografię Dziesięciu przykazań.
- Estoński banknot 50 koron zawiera motyw wszystkowidzącego oka. Zobacz też korona estońska.
- We Władcy Pierścieni (J.R.R. Tolkiena) Sauron posiada wszystkowidzące oko. W animowanej wersji Powrót króla, insygnia oddziałów Saurona przypominają bardzo oko Horusa. W filmowej wersji trylogii wyreżyserowanej przez Petera Jacksona sam Sauron jest przedstawiony jako oko.
- Logo firmy Steve Jackson Games.
- Logo aplikacji komputerowej The All-Seeing Eye, stworzonej, by pomóc graczom internetowym w odnajdywaniu serwerów gier.
- Oko opatrzności zostało zaproponowane jako symbol planetki Eris.
- Oko opatrzności znajduje się na okładce książki Oko w Piramidzie (Trylogia Illuminatus!).
- Madonna ma ten symbol na plecach swojej kurtki dżinsowej w filmie Rozpaczliwie poszukując Susan.
- Piosenkarz Michael Jackson używał tego symbolu, by pokazać swoją „boskość” jako ikony popkultury w niektórych ze swych wideoklipów.
- Biuro IAO.
- Kilka bractw na amerykańskich uczelniach ma oko opatrzności na mundurkach lub odznakach, np. Delta Tau Delta, Phi Kappa Psi i Delta Kappa Epsilon.
- Oko opatrzności znajduje się w herbie rosyjskiego miasta Nieman.